# Bastide la Torse
La bastide la Torse ou  château de la Torse est une bastide située à Aix-en-Provence, sur la route du Tholonet. Le monument fait l’objet d’une inscription au titre des monuments historiques depuis 1987.